# あおみ建設
あおみ建設株式会社（あおみけんせつ）は、東京都千代田区に本社を置く建設会社（ゼネコン）。海洋土木を得意とする。

## 沿革

### 旧佐伯建設工業株式会社
- 1917年（大正6年）4月 - 創業。
- 1925年（大正14年）7月 - 株式会社佐伯組設立。
- 1948年（昭和23年）7月 - 佐伯建設工業株式会社に社名変更。
- 1961年（昭和36年）10月 - 大阪証券取引所2部上場。
- 1962年（昭和37年）11月 - 東京証券取引所2部上場。
- 1970年（昭和45年）8月 - 東京証券取引所、大阪証券取引所各1部上場。

### 旧国土総合建設株式会社
- 1977年（昭和52年）10月1日 - 国土総合開発の建設事業部門から分離・設立。三菱グループ（旧三菱石油・三菱地所）などの出資を受ける。
- 1989年（平成元年）4月 - 東京湾横断道路工事に参画
- 1995年（平成7年）8月4日 - 日本証券業協会 （現:ジャスダック）に株式を店頭登録。
- 1996年（平成8年）3月26日 - 株式1株を1.1株に分割。
- 2008年（平成20年）3月26日 - 佐伯建設工業と合併のため、上場廃止。

### あおみ建設株式会社（旧佐伯国総建設株式会社）
- 2008年（平成20年）
  - 4月1日 - 佐伯建設工業株式会社と国土総合建設株式会社が合併し、佐伯国総建設株式会社に社名変更。
  - 7月1日 - あおみ建設株式会社に社名変更。本店を大阪府大阪市中央区から東京都港区に移転。
  - 8月2日 - 大阪証券取引所上場廃止。
- 2009年（平成21年）2月19日 - 東京地方裁判所へ会社更生法を申請。負債総額は397億円。
- 2009年（平成21年）3月20日 - 東京証券取引所上場廃止。
- 2012年（平成24年）4月26日 - 会社更生手続終結。
- 2021年（令和3年）3月29日 - 本店を東京都港区から東京都千代田区に移転。